# 米娅·洪温
米娅·洪温（挪威語：Mia Hundvin，1977年3月7日—），挪威手球運動員，曾代表挪威出賽2000年夏季奥林匹克运动会手球比赛。

## 職業生涯
亨德文除了為職業俱樂部效力外，也為挪威國家手球隊打了共73場比賽。她贏得了1998年歐洲女子手球錦標賽，1999年世界女子手球錦標賽，以及2000年奧運會銅牌。米婭·亨德文打進了制勝球，協助挪威以22-21擊敗韓國隊。
2003年，她懷上了其伴侶泰耶·哈康森的孩子，打斷了她在丹麥球隊Aalborg DH的比賽。除了手球職業生涯外，米婭·亨德文一直在訓練成為一名攝影師，並為丹麥電視台工作。
2002年，她曾在丹麥情景喜劇《Langt fra Las Vegas》中名為“米婭-亨德文”的一集特別出演。

## 個人生活
2000年，她與丹麥手球運動員卡米拉·安诺生建立了註冊伴侶關係，但三年後這對情侶分手。《運動畫刊》對這兩人進行了長篇報導，他們在各自國家都是備受關注的名人。據《運動畫刊》報導，卡蜜拉·安德森在1996年為丹麥贏得金牌後，曾是手球傳奇人物安雅·安诺生的戀人。
她與安德森分手後，與20世紀90年代的世界頂級單板滑雪運動員泰耶·哈康森的挪威單板滑雪運動員同居，並育有兩個孩子。

## 外部鏈接
- 米娅·亨德文在European Handball Federation（英语）
- 米娅·亨德文在Norwegian Handball Federation（挪威语）
- 米娅·亨德文在Olympics.com（英语）
- 米娅·亨德文在Olympedia（英语）